# Arne Asplund
Arne Johan Artur Asplund, född 27 augusti 1903 i Sköns församling i Västernorrlands län, död 4 november 1993, var en svensk ingenjör, uppfinnare och företagsledare inom det skogsindustriella området. 
Arne Asplund uppfann och utvecklade under 1930-talet en maskin för mekanisk defibrering av ved mellan roterande skivor (diskar). Maskinen benämndes defibrator eller defibrör, och defibreringsmetoden kallades även för Asplundmetoden. Uppfinningen gav upphov till företaget Defibrator AB i Stockholm. Defibrörerna användes först för tillverkning fibermassa för fiberskivor av samma slag som erhölls genom den så kallade masonitprocessen. Under 1950- och 1960-talen utvecklades defibrörerna för att möjliggöra tillverkning av termomekanisk massa, som utnyttjas till tidnings- och tryckpapper. Under 1970-talet kombinerades raffineringstekniken med kemiska förbehandlingar, vilket resulterade i tillverkningsteknik för kemi-termomekaniska massor, ofta kallad CTMP (kemisk-termomekanisk pappersmassa) respektive BCTMP (Blekt kemisk-termomekanisk pappersmassa). Dessa massor kunde användas vid tillverkning av både kartong och mjukpapper samt för blöjprodukter. I hela denna utveckling spelade Defibrator AB en huvudroll.
Till följd av ekonomiska problem under slutet av 1970-talet köptes Defibrator AB år 1979 av Svenska Cellulosa AB (SCA) och slogs ihop med det SCA-ägda dotterbolaget Sunds AB till Sunds Defibrator Industrier AB. Huvuddelen av det som var Defibrator AB:s verksamhet är sedan 2014 en del av det finländska verkstadsföretaget Valmet.
Den årligen utdelade Arne Asplund Mechanical Pulping Award etablerades 1985 genom The Arne Asplund Mechanical Pulping Award Foundation för att hedra Asplunds bidrag till pappersmassaframställning och till pappersindustrin.
Han var son till disponent Gustaf Asplund och textilkonstnär Signe Asplund, född Sandqvist. Arne Asplund är begravd på Lidingö kyrkogård.

## Utmärkelser och motsvarande
- Kungl. Ingenjörsvetenskapsakademiens medalj i guld 1947 för "den av honom uppfunna och utvecklade s.k. defibratormetoden för framställning av fiberhaltig massa ur trä och andra fiberhaltiga material"[5]
- Ekmanmedaljen 1956 av Svenska Pappers- och Cellulosaingeniörsföreningen, SPCI
- Kungl. Ingenjörsvetenskapsakademiens stora medalj i guld 1969 "för hans insatser inom defibreringstekniken"[5]
- Asplund invaldes 1957 som ledamot av Ingenjörsvetenskapsakademiens Avdelning VIII[6].
- Asplund promoverades 1967 till teknologie hedersdoktor vid Kungliga Tekniska högskolan.[7]